# المعهد الإسلامي الأوروبي
المعهد الإسلامي الأوروبي، ببلجيكا، (بالإنجليزية: The European Islamic Institution)‏، افتتح في أوائل العام الدراسي 1983-1984م ، لتأهيل الأئمة ولتدريس التربية الإسلامية في بلجيكا باللغة العربية. يعمل تحت إشراف رابطة العالم الإسلامي.

## أهداف المعهد
افتتح المعهد من أجل تحقيق الأهداف الآتية:
1. توفير مدرس التربية الإسلامية المؤهل من داخل البيئة الأوروبية ومن أبناء الجيل الثاني والثالث لكي يغطي العجز الدائم في مدرسي التربية الإسلامية.
2. توفير الأئمة المسلمين المزودين بمعطيات الواقع لمهمتهم.
3. تأهيل المدرس الذي يعمل حالياً شرعياً ومهنياً ولغوياً.
4. تأهيل الأئمة الحاليين لمهمة الإمامة والدعوة وإعدادهم شرعياً ومهنياً وتربوياً.
5. إنقاذ الجيلين الثاني والثالث من أبناء المسلمين وما بعد هما من أجيال بإتاحة الفرصة أمامهم لتلقي العلوم الإسلامية الأصيلة.
6. منح شهادات معترف بها من قِبل الحكومة البلجيكية والجامعات الإسلامية.
7. أن يكون المعهد نواة لجامعة إسلامية في أوروبا.

## المدارس والمواد الدراسية

رابطة العالم الإسلامي

تتنوع المدراس والمواد الدراسية بالمعهد لتخدم الغرض من إنشائه وهو إعداد المعلمين والأئمة والدعاة وتزويدهم بالعلم الشرعي النافع الذي يعينهم على أداء مهامهم بنجاح.

### المدارس
يوجد مدرسة لتعليم العربية ومبادئ التربية الإسلامية للصغار. هذه المدرسة تضم أكثر من ألف وثلاث مائة تلميذ وتلميذة أعمارهم ما بين السادسة إلى الخامسة عشر. هؤلاء يدرسون العربية ومبادئها ويدرسون مبادئ تعليم الإسلام خاصة وأنهم ولدوا في هذه البلاد ولا يحسنون ولا يتقنون اللغة العربية. فكان على المركز أن يعتني بهم فأقام هذه المدرسة لتعليم أبناء المسلمين اللغة العربية ومبادئ التربية الإسلامية حتى ينشأوا تنشئة صالحة يعرفون كيف يقرأون كتاب الله وكيف يصلون ويقيمون شعائر دينهم.
ومدرسة تعليم العربية للكبار، وأنشئت لتعليم كبار السن اللغة العربية سواء كانوا مسلمين أو غير مسلمين. يوجد في المركز أكثر من سبعة عشر قاعة كلها مليئة بطلاب وطالبات من مختلف الجنسيات التي تعيش في بلجيكا . في هذه المدرسة أكثر من 500 طالب وطالبة  من مختلف الجنسيات يأتون كل ثلاثاء وخميس يتعلمون العربية في المركز.
يوجد أيضًا مدرسة معتنق الإسلام، التي تعتني بمعتنقي الإسلام الجدد فلا يقف الأمر عند معتنق الإسلام أو معتنقة الإسلام عند حدّ الاعتناق أو النطق بالشهادتين. فواجب المركز الإسلامي الثقافي في بروكسل أن يعتني بهم ويعلمهم الدين الإسلامي الوسطي السمح البسيط بسهولة حتى لا يستمعوا إلى آخرين ويشككوهم فيما يفعلون، أو يعلمونهم أشياء خاطئة عن الإسلام. هذه المدرسة تستقبل هؤلاء يوم السبت من كل أسبوع وفيها الآن أكثر من 400 طالب وطالبة من معتنقي الإسلام.
من المدارس المهمة، مدرسة لتعليم النساء والاعتناء بهن ومحو أميّتهن. تعمل على مدار الأسبوع، تعتني بالنساء وتعلمهن مبادئ اللغة العربية، ومن ثم تعتني بهن وتدرس لهن فقه المرأة إلى غير ذلك من الأمور التي تخص النساء. هذه المدرسة تعمل يوم الثلاثاء والأربعاء والخميس من كل أسبوع في الصباح.
أيضًا مدرسة لتحفيظ القرآن للكبار. ويعتني بالطلبة بعض المحفظين الفضلاء الذين حفظوا كتاب الله ويتعلمون القراءات، وتعمل أيضا يوم الاثنين والأربعاء والخميس في المساء.

### المواد الدراسية
هناك العديد من المواد الدراسية التربوية والإسلامية المختلفة، وتشتمل المواد الآتية:
1. العلوم العربية وتشمل: النحو ـ الصرف ـ البلاغة - تاريخ الأدب.
2. العلوم الشرعية وتشمل: الفقه ـ أصول الفقه ـ القواعد الفقهية ـ مقاصد الشريعة ـ المواريث .
3. القرآن وعلومه وتشمل: القرآن الكريم ـ التجويد ـ التفسيرـ علوم القرآن ـ أصول التفسير.
4. علوم الحديث وتشمل: الحديث ـ مصطلح الحديث ـ قضايا حديثية معاصرة ـ طرق تخريج الأحاديث.
5. العلوم التربوية وتشمل: طرق التدريس . مدخل علم النفس - مدخل علم الاجتماع ـ مناهج البحث.
6. السيرة النبوية وتشمل: فقه السيرة ـ التاريخ الإسلامي.
7. العقيدة : الفرق والمذاهب.
8. الأخلاق الإسلامية ـ أصول الدعوة.

## نظام الدراسة
مدة الفصل الدراسي الواحد 18 أسبوعاً متضمنة الامتحانات الفصلية. ونظراً للظروف الخاصة للدارسين فمنهم من يعمل وقتاً كاملاً، ومنهم من يعمل بعض الوقت، ومنهم المتفرغ. فإن المعهد يعتمد نظام الساعات كنظام للدراسة ـ مقسمة على فصلين دراسيين .

## مدة الدراسة
مدة الدراسة فيه أربع سنوات ويمنح الطالب أو الطالبة درجة الليسانس في الدراسات الإسلامية والعربية. يدرس فيها الطالب جميع العلوم العربية والشرعية التي تؤهله وتعينه على فهم دينه فهمًا صحيحًا ثم تؤهله ليكون معلمًا ناجحًا في التربية الإسلامية أو داعية للإسلام في المسجد في بلجيكا.

## لغة الدراسة
لغة الدراسة بالمعهد هي اللغة العربية.

## العاملون بالمعهد
يقوم بالتدريس في المعهد الأساتذة المتخصصين في مجال العلوم العربية وعلوم الشريعة الإسلامية وعلوم التربية المقيمين ببلجيكا ممن لديهم الخبرة في مجال التدريس ومن أصحاب الفكر الوسطي المعتدل الذي يدل على سماحة الإسلام والمسلمين.

## وصلات خارجية
- المعهد الإسلامي الأوروبي في بلجيكا (الموقع الرسمي)